# 影山紗和子
影山 紗和子（かげやま さわこ、1993年 - ）は、日本の映像作家、アニメーター、イラストレーター。埼玉県出身。

## 概要
多摩美術大学グラフィックデザイン学科卒業、東京藝術大学大学院映像研究科アニメーション専攻中退。第15回「1_WALL」グラフィック部門グランプリ。以後イラストレーターとして活動を開始。
連続した静止画を一コマずつ重ね合わせるように描くことで、映像のような効果を持つイラストレーションを制作する。
主に、NHKの音楽番組「みんなのうた」などのアニメーションを制作している。

## 作品一覧

### みんなのうた
- ◆は、5分間1曲枠の楽曲（ロングのうた）。
- 惑星 / Sexy Zone（2022年8月・9月放送）